# Barbuda
Barbuda er en ø i Caribien, som indgår i østaten Antigua og Barbuda. Barbuda ligger 40 km nord for øen Antigua i øgruppen De Små Antiller.
Barbuda har omkring 1.638(2011) indbyggere, hvoraf hovedparten bor i byen Codrington. Øens areal er på 161 km². Klimaet er tropisk havklima og temperaturen varierer ikke ret meget hen over året.